# فلاستيميل فوناك
فلاستيميل فوناك مواليد 2 أكتوبر 1982 في فرانوف ناد توبلوا، سلوفاكيا، هو لاعب كرة يد سلوفاكي يلعب كجناح أيمن. يلعب حاليا مع نادي كوشيتسه لكرة اليد.